# Krzysztof Klimek
Krzysztof Piotr Klimek (ur. 14 lipca 1962 w Warszawie) – polski funkcjonariusz służb mundurowych, generał brygady Biura Ochrony Rządu, wieloletni funkcjonariusz BOR, w latach 2013–2015 szef tej służby.

## Życiorys
W 1997 uzyskał dyplom oficerski w Wyższej Szkole Policji w Szczytnie. W 2008 został magistrem po ukończeniu studiów w Wyższej Szkole Informatyki, Zarządzania i Administracji w Warszawie. Zawodowo od 1985 związany z Biurem Ochrony Rządu, od 2001 jako dowódca w wydziale ochrony Prezesa Rady Ministrów, a od 2007 jako naczelnik wydziału w pionie działań ochronnych. W 2008 objął stanowisko szefa ochrony premiera, które zajmował przez pięć lat. 25 stycznia 2013 objął obowiązki zastępcy szefa BOR. Po dymisji Mariana Janickiego pełnił obowiązki szefa, a 22 marca 2013 został powołany na nowego szefa BOR. W 2014 awansowany do stopnia generała brygady Biura Ochrony Rządu. W grudniu 2015 przeszedł na emeryturę.

## Odznaczenia
- Brązowy (1997)[5] i Srebrny (2003)[6] Krzyż Zasługi
- Brązowy (1997) i Srebrny (2005) Medal „Za zasługi dla obronności kraju”[1]
- Gwiazda Iraku (2011) i Gwiazda Afganistanu (2011)[1]
- Odznaka Honorowa Biura Ochrony Rządu[7]